# Aleksiej Piepielajew
Aleksiej Giennadjewicz Piepielajew, ros. Алексей Геннадьевич Пепеляев (ur. 16 czerwca 1984 w Barnaule) – rosyjski hokeista, trener.

## Kariera zawodnicza
- Mietałłurg 2 Nowokuźnieck (1999-2004)
- Mietałłurg Nowokuźnieck (2001-2004)
- Motor Barnauł (2004-2005)
- Mietałłurg Nowokuźnieck (2005-2006)
- Krylja Sowietow Moskwa (2006-2007)
- Łada 2 Togliatti / Łada Togliatti (2007)
- Awtomobilist 2 Jekaterynburg (2007-2008)
- Awtomobilist Jekaterynburg (2007-2008)
- Mieczeł Czelabińsk (2008)
- Jugra Chanty-Mansyjsk (2008-2014)
- Torpedo Niżny Nowogród (2014-2016)
- HK Soczi (2016-2017)
- Spartak Moskwa (2017-2918)
- Buran Woroneż (2018)
- Dinamo Moskwa (2018-2019)
- Humo Taszkent (2019/2020)

Wychowanek Motoru Barnauł. Od 2008 zawodnik Chanty-Mansyjsk. Na początku sezonu KHL (2013/2014) zdobył zwycięskiego gola w inauguracyjnym meczu drużyny. W marcu przedłużył kontrakt o rok. Od grudnia 2014 zawodnik Torpedo Niżny Nowogród (wraz z nim Michaił Biriukow, w toku wymiany za Gieorgija Giełaszwiliego i Pawła Walentienko). Zwolniony z Torpedo w grudniu 2016. Wówczas został zawodnikiem HK Soczi. Od maja 2017 zawodnik Spartaka. W sierpniu 2018 przeszedł do Buranu WOroneż. a w październiku 2018 do Dinama Moskwa. W 2019 został zawodnikiem uzbeckiego zespołu Humo Taszkent.

## Kariera trenerska
W sierpniu 2021 wszedł do sztabu drużyny Buran Woroneż.

## Sukcesy
Klubowe
- Złoty medal Wysszaja Liga: 2009, 2010

Indywidualne
- KHL (2010/2011):
  - Piąte miejsce w klasyfikacji strzelców wśród obrońców w fazie play-off: 3 gole